# Dolichoris boschmai
Dolichoris boschmai är en stekelart som först beskrevs av Wiebes 1964.  Dolichoris boschmai ingår i släktet Dolichoris och familjen fikonsteklar. Inga underarter finns listade i Catalogue of Life.